# Задаци за гимнастику ума
Средњовековни рукопис под називом Propositiones ad Acuendos Juvenes (срп. Задаци за гимнастику ума) писан на латинском једна је од најстаријих збирки задатака које припадају забавној математици.  Најстарији познати примерак рукописа потиче с краја 9. века. Сматра се да је аутор збирке енглески монах Алкуин од Јорка (умро 804.) У неким верзијама рукописа налазе се 53 загонетке, док неки садрже 56.

## Историја рукописа
Први помен ове збирке математичких загонетки може се наћи у писму које је Алкуин послао 799. или 800. године Карлу Великом. У њему стоји: „Misi excellentiae vestrae … aliquas figuras arithmeticae subtilitatis, laetitiae causa” (Послао сам Вашој Екселенцији ... неке једноставне аритметичке проблеме, како бисте се забавили.)
Алкуинова верзија рукописа садржи 53 задатка. Друга позната верзија може се наћи у сабраним делима Беде Поштованог, а у њој се налазе три додатна задатка, два наведена након Алкуиновог задатка бр. 11, а трећи након 33. задатка.
Прво савремено издање припремио је 1978. године Менсо Фолкертс. Током свог истраживања пронашао је дванаест верзија рукописа, од којих најстарији датира с краја 9. века и садржи 56 загонетки, али је непотпун, пошто нема сва решења.
| назив | време настанка         | порекло                                    | место на ко се данас чува             |
| ----- | ---------------------- | ------------------------------------------ | ------------------------------------- |
| 1     | крај 9. века           | манастир у месту Сен Дени у околини Париза | Ватиканска библиотека                 |
|       | крај 10. века          | Западна Немачка / Источна Франачка         | Ватиканска библиотека                 |
|       | крај 10. века          | Манастир Рајхенау                          | Баденска државна библиотека, Карлсруе |
|       | око 1010.              | манастир Светог Манга, Фисен               | Национална библиотека Аустрије, Беч   |
| 2     | око 1020.              | манастир Светог Емерама / Шартр            | Баварска државна библиотека, Минхен   |
|       | 1020.                  | опатија Светог Марцијала, Лимож            | Универзитетска библиотека, Лајден     |
|       | прва половина 11. века | Западна Немачка / Источна Франачка         | Британски музеј, Лондон               |
|       | прва половина 11. века | Источна Франачка                           | Универзитетска библиотека, Монпеље    |
| 1473  | 11. век                | манастир у Орлеану                         | Ватиканска библиотека                 |
| 1     | 12. век                | манастир Светог Емерама                    | Баварска државна библиотека, Минхен   |
|       | 13. век                | катедрала у месту Сент Олбанс              | Британски музеј, Лондон               |
|       | 15. век                | опатија у Девону                           | Британски музеј, Лондон               |

Један превод на енглески, објављен у склопу часописа The Mathematical Gazette сачинио је Џон Хадли 1992, уз коментаре које је припремио заједно с Дејвидом Сингмастером. У слично време појавио се и превод на енглески Питера Беркхолдера објављен у електронском издању у склопу часописа за историју науке.
Годину дана касније, 1993. појавио се немачки  превод с коментарима који су припремили Менсо Фолкертс и Хелмут Герике, објављен као део књиге „Наука западне и источне цивилизације у каролиншка времена” (Science in Western and Eastern Civilization in Carolingiam Times).
Алкуинова збирка објављена је на чешком језику 2001. у склопу књиге „Три средњовековне збирке математичких задатака: Алкуин, Метродор, Абу Камил” (Tři středověké sbírky matematých úloh : Alkuin, Métrodóros, Abú Kámil).
Први превод на италијански језик с коментарима дело је Рафаеле Франчи, професорке математике и историје математике с Универзитета у Сијени. Текст је објављен као засебна књига 2005, а 2016, је доживео своје друго, исправљено и допуњено издање.
На шпански језик Алкуинов рукопис превео је Рикардо Морено Кастиљо и он је објављен као засебна књига 2016. године уз оригинални латински текст. Исте године словеначки превод урадио је Рок Кунтер. Текст је објављен у часопису 
Keria: Studia Latina et Graeca под називом „Алкуин из Јорка: Задаци за оштрење ума младих” (Alkvin iz Yorka: Naloge za ostrenje mladega uma).
Први превод на српски језик урадила је Александра Равас 2019. Овај текст, с уводом Питера Беркхолдера и додатком у коме се налазе текстови Рафаеле Франчи и Николаја Золотика, у облику засебне књиге објавило је Математичко друштво „Архимедес”.
Збирку су 2021. на француском под називом „Математичке загонетке из доба Карла Великог: о задацима за изоштравање ума младих” (Enigmes mathématiques au temps de Charlemagne : à propos des propositiones pour aiguiser l'esprit des jeunes) припремили Жером Гавин и Филип Женеканд.